# 滨海自由城
滨海自由城（法語：Villefranche-sur-Mer，法語發音：[vilfʁɑ̃ʃ syʁ mɛʁ]）是法国普罗旺斯-阿尔卑斯-蔚蓝海岸大区滨海阿尔卑斯省的一个市镇，位于蔚藍海岸，摩纳哥公国西南部，法边境以西。

## 历史
滨海自由城的所在地以至滨海博略和圣让卡普费拉一带，在史前时期已有人定居。凯尔特-利古里亚人部落曾在山区建立农业社区；希腊人和后来的罗马人则以海港作为前往西地中海地区途中的中途站。凯撒大帝征服高卢后，罗马人扩建奧勒良道至蒙托利沃（Montolivo）。查理大帝的王朝分裂前，该区是洛塔林吉亚的一部分，后来划入普罗旺斯。1295年，安茹伯爵卡洛二世（后来成为普罗旺斯伯爵）吸引蒙托利沃和附近的居民迁居至海岸，以抵御海盗的威胁；他又授予该城镇“自由港”的地位，因此得名“自由城”。从此该城拥有税收减免和收取海港税的特权，并维持至18世纪。
1388年，由于没有子嗣的乔万娜一世承袭王位引起争端，东普罗旺斯成为萨伏依公国的一部分。随后的400年，滨海自由城所在的尼斯伯国的所有权一直引发法国人和神圣罗马帝国（萨伏依的盟友）之间的争议。
1543年，巴巴羅薩·海雷丁帕夏的军队在围攻尼斯后一度占领滨海自由城，这促使萨伏依公爵埃馬努埃萊·菲利貝托在城镇附近的阿尔邦山建立堡垒。17世纪后期，该区曾落入法国人的统治之下，但在《乌得勒支和约》签定后归还萨伏依公国。
18世纪，尼斯新建港口，滨海自由城的重要性下降，但仍是海军基地。1744年，法国和西班牙的军队在路易·弗朗索瓦的指挥下，在阿尔邦山堡垒击败卡洛·埃馬努埃萊三世的皮埃蒙特部队。1793年，法国人再度占领滨海自由城，该区直至1814年都是拿破仑帝国的一部分，随后在维也纳会议中归还萨丁尼亚王国。1860年，随着意大利统一，滨海自由城在经过公民投票后交给法国统治。
19世纪后期，滨海自由城成为俄国海军的基地，俄国人在检疫所里建设了海洋学实验室。 1948年至1966年，美国海军第6舰队以滨海自由城为母港。自1980年代起，海港开始被遊輪使用，现在是法国最常使用的游轮停靠港。

## 地理
滨海自由城（43°42'15"N, 7°18'42"E）面积4.88 平方千米，位于法国普罗旺斯-阿尔卑斯-蔚蓝海岸大区滨海阿尔卑斯省，尼斯以东，博龙山、阿尔邦山和维奈格里耶山沿线。滨海自由城的天然海湾是地中海所有港口之中最深的海港，可供大型船只安全停泊。海港在尼斯半岛和费拉角之间的深度为95米，并向南伸延，在距离海岸1海里处形成500米深的海底峡谷。城市向北伸延至环绕海湾的山丘，最高点为577米，位于勒兹山。连接尼斯和意大利的3条主要道路经过滨海自由城。
与滨海自由城接壤的市镇（或旧市镇、城区）包括：滨海博略、埃兹、尼斯、圣让卡普费拉。
滨海自由城的时区为UTC+01:00、UTC+02:00（夏令时）。

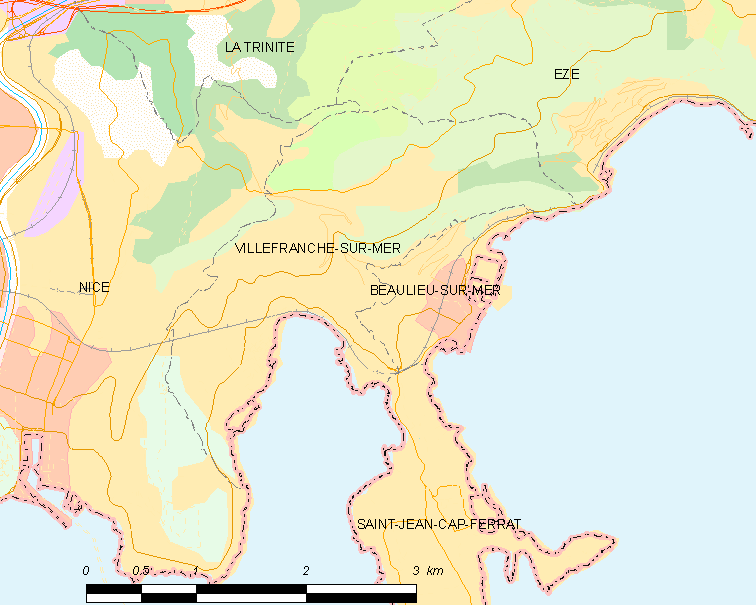
滨海自由城的OSM定位图

## 行政
滨海自由城的邮政编码为06230，INSEE市镇编码为06159。

## 政治
滨海自由城所属的省级选区为博索莱伊县。

## 人口

1962-2008年间滨海自由城人口变化图示

滨海自由城于2022年1月1日时的人口数量为5012人。

## 姊妹城市
- 義大利 博尔迪盖拉
- 比利时 尼乌波特
- 瑞士 普朗莱瓦特
- 德国 赖斯基兴
- 美国 开普科勒尔